# Tingha
Tingha is een plaats in de Australische deelstaat New South Wales. De plaats telt 887 inwoners (2006).

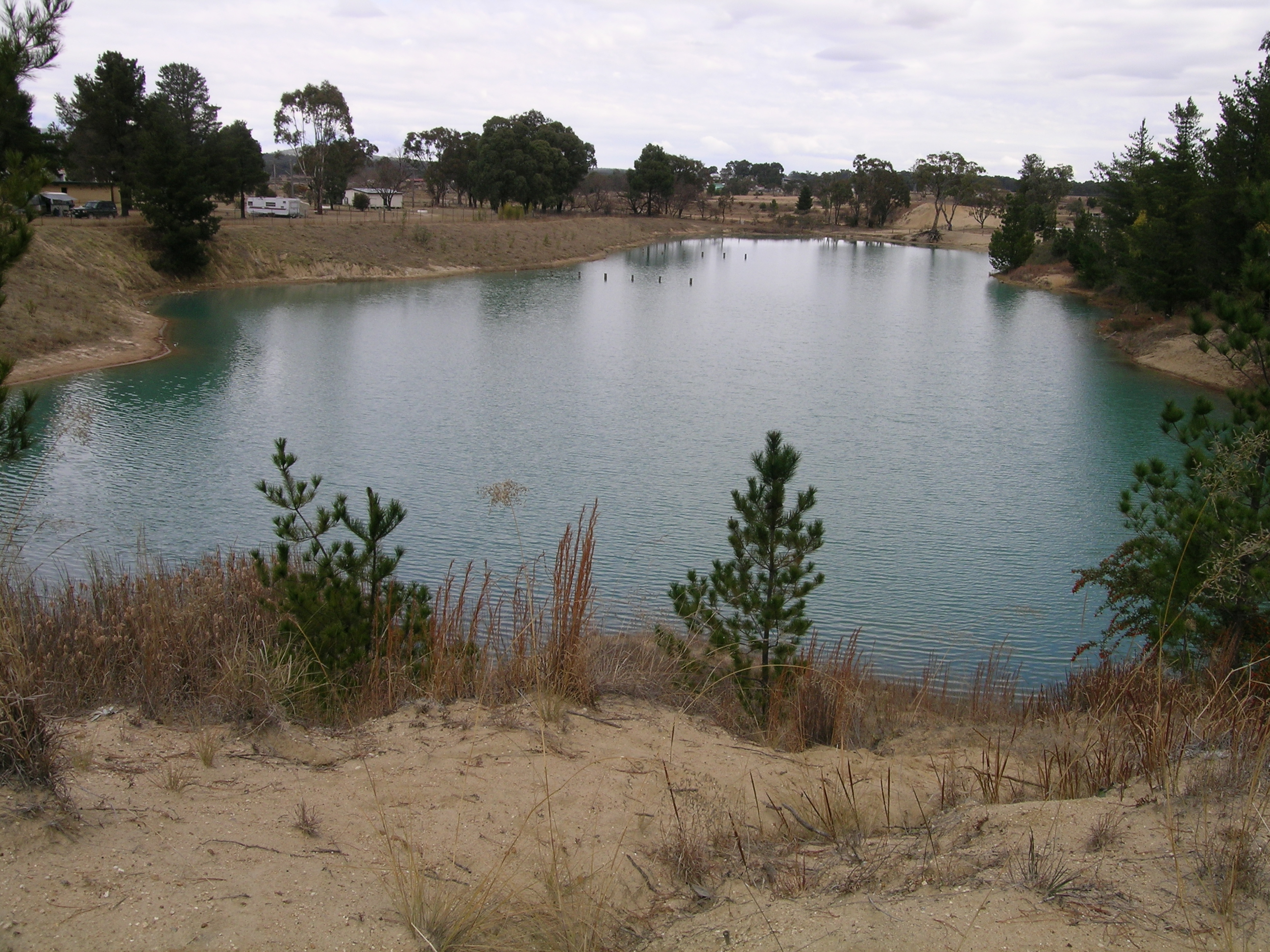
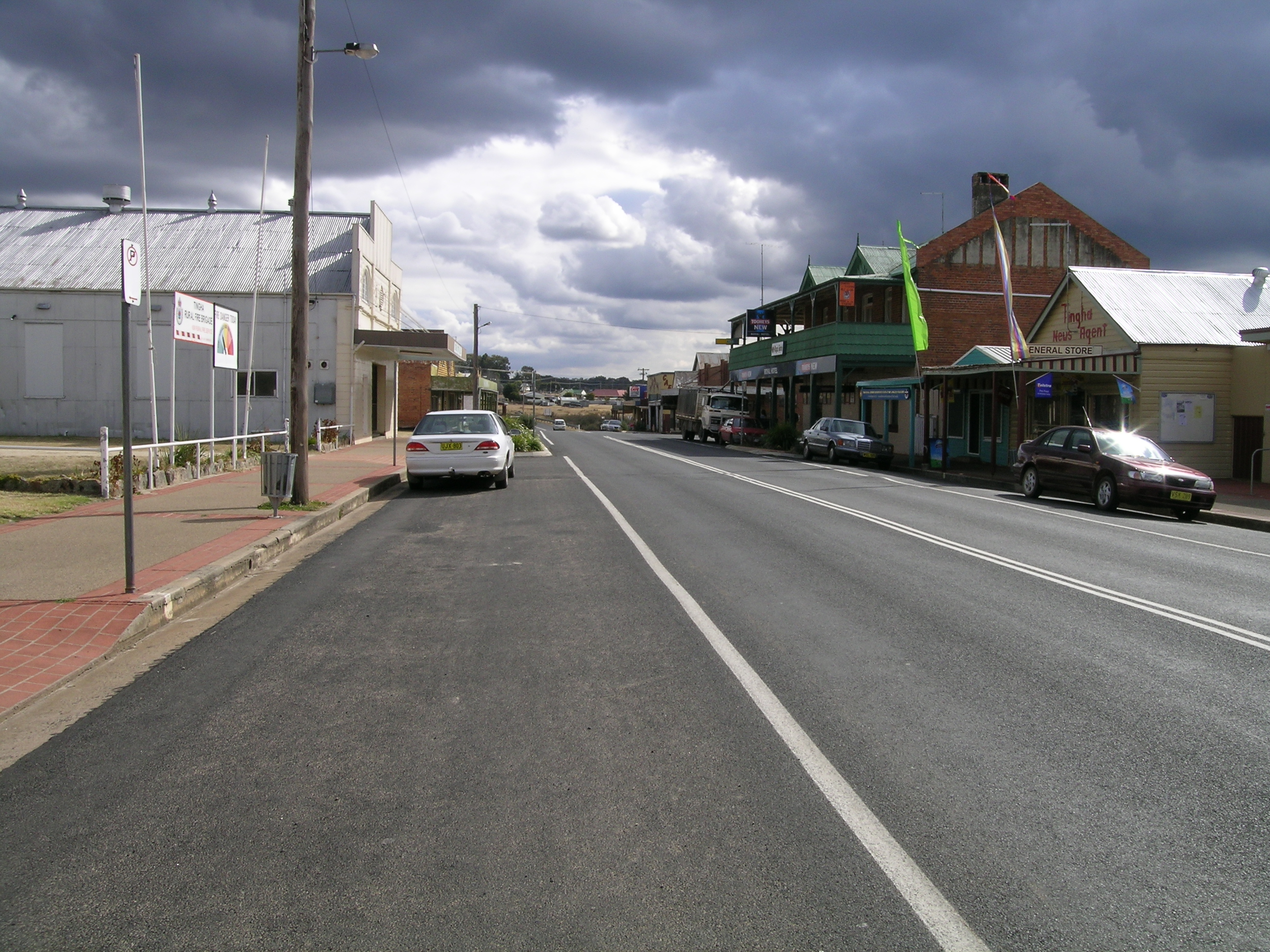
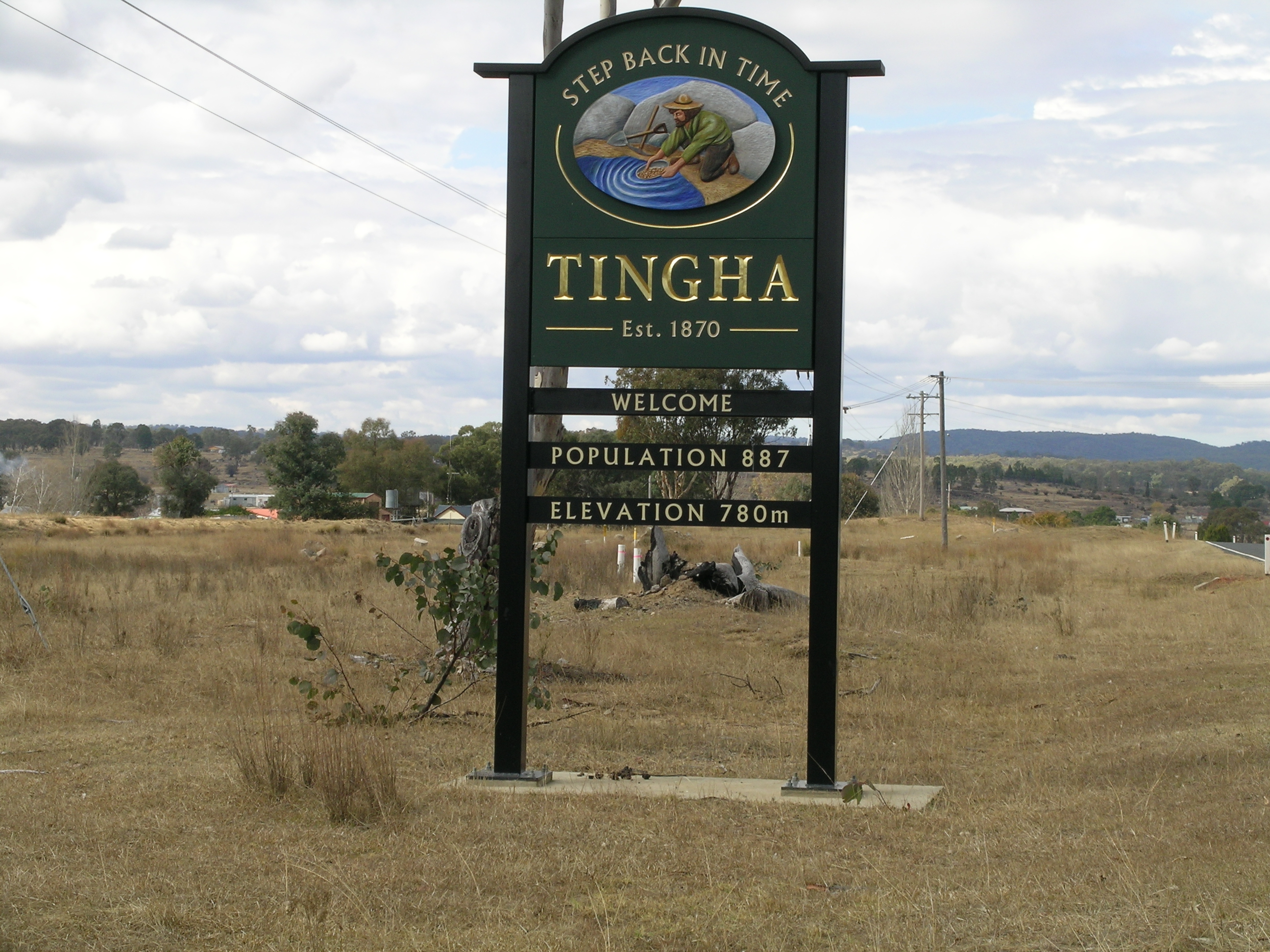